# 花の特攻隊 あゝ戦友よ
『花の特攻隊 あゝ戦友よ』（はなのとっこうたい ああせんゆうよ）は、1970年5月16日公開の日本映画。監督：森永健次郎。配給：日活。当時『週刊明星』に連載されていた川内康範の小説『花の特攻隊』を原作とする戦争映画。
日活専属であった杉良太郎にとって唯一の専属主演作である。また、杉は本作以来、劇場公開用の劇映画に出演していない。

## ストーリー
昭和18年（1943年）、東京。軍の士官である父の戦死を知った大学生の浜村真吉は、学友とともに土浦海軍航空隊に入隊する。昭和19年（1944年）、苛烈な新兵教育を終え、海軍飛行少尉となった真吉は、鹿屋海軍航空隊に配属される。一方、海軍では「神風特別攻撃隊」を編成し始めていた。真吉も特攻隊に編入される。
昭和20年（1945年）。帰郷が許された真吉は、特攻隊配属という機密を明かせないまま母・ふみ や恋人の三保に別れを告げる。その後、ふみは敵の機銃掃射のために命を落とす。春、真吉に出撃命令が下るが、機体の故障のため離陸に失敗し、重傷を負う。傷が癒えた真吉は、大陸帰りのベテランパイロット・秋山が率いる新たな作戦部隊に編入される。部隊には予科を終えたばかりの三保の弟・昭夫も配属されてくる。その頃海軍は特攻兵器「桜花」と母機「一式陸上攻撃機」を開発し、零式艦上戦闘機に代わって特攻に導入することになった。
8月になり、相次ぐ空襲で身寄りを失った三保が真吉・昭夫を追って鹿屋にやって来るが、真吉は冷淡に追い返す。秋山隊は新型爆弾を積んだ敵の爆撃機を探索して、投下される前に先制するよう命令される。昭夫は機銃掃射に遭って腕に怪我を負い、作戦から外される。8月13日。秋山隊が一式陸攻で出撃した。一行は敵の航空母艦を発見し、真吉が乗り組んだ桜花が切り離され、銃弾の飛び交う空へ消えていった。燃料タンクを撃たれて帰還不能になった一式陸攻も真吉に続いた。鹿屋では泣き崩れる三保と昭夫の姿があった。

## キャスト
クレジット順は作中のオープニングタイトルに従う。
- 浜村真吉：杉良太郎
- 斎藤：浜田光夫
- 内藤：藤竜也
- 山田：長谷川明男
- 大久保：川口恒
- 花沢：岡崎二朗
- 南田中尉（一式陸攻のパイロット）：郷鍈治[4]
- 小野：沖雅也
- 小島分隊長：曽根晴美
- ふみ（真吉の母）：中畑道子
- 花沢に買われた娼婦：梶芽衣子
- 朝井兵曹長：玉川良一
- 広田博士（桜花の開発者）：森塚敏
- 冬子（斎藤の恋人）：伊藤るり子
- 田川昭夫：三ツ木清隆
- 特攻基地飛行長：青木義朗
- 特攻基地司令：加藤嘉
- 土浦航空隊司令：鴨田喜由
- 木村（真吉を見舞う隊員）：前野霜一郎
- 中村分隊士：佐原新治
- 特攻基地整備長：菊田一郎
- 原田君事
- 女工：椿麻里
- ナレーター：芥川隆行
- 秋山少佐：南原宏治
- 塚原兵曹長（土浦の訓練教官）：内田良平
- 田川三保：和泉雅子
- 大村司令：丹波哲郎

## スタッフ
- 監督：森永健次郎
- 企画：園田郁毅
  - 企画（クレジットなし）：栗林茂[1]
- 原作：川内康範（週刊明星連載『花の特攻隊』より）
- 脚本：中西隆三
- 撮影：山崎善弘
- 照明：高島正博
- 録音：神保小四郎
- 美術：坂口武玄
- 編集：井上治
- 助監督：林功
- 現像：東洋現像所
- 音楽：池田正義
  - 主題歌：杉良太郎「花の特攻隊」「あゝ戦友よ」（作詞：川内康範 作曲：猪俣公章 コロムビア・レコード）